# Trekkie

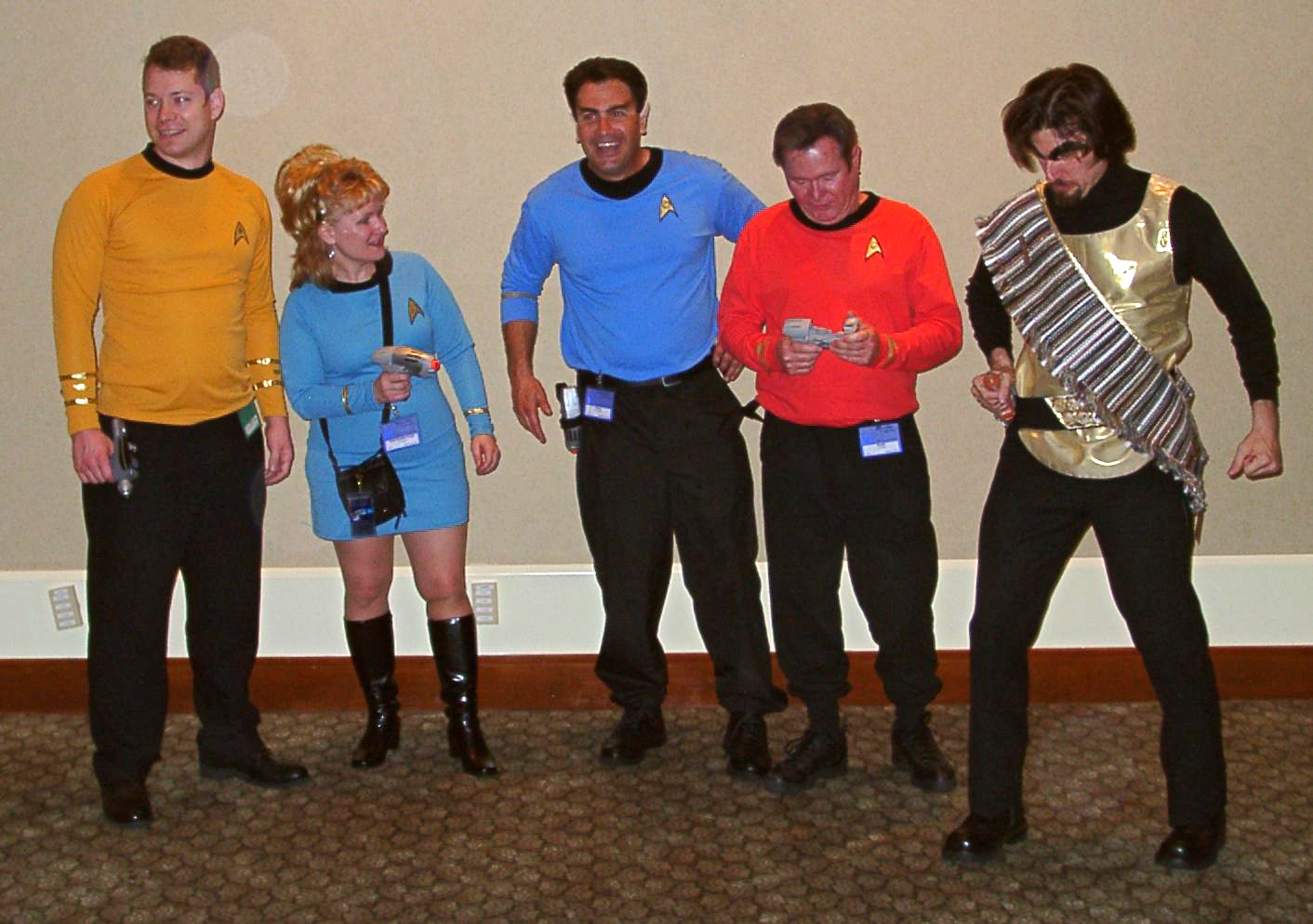
Trekkies, Baycon, 2003.

La palabra trekkie (a veces también trekker) es un término usado para referirse a los fans de Star Trek. Está admitido por el Diccionario Oxford, y fue acuñado en los años 60 por el propio Gene Roddenberry, creador y productor de la serie.
A lo largo del tiempo, el concepto de trekkie se fue asociando especialmente a un grupo de fanes muy característicos, mientras que otros trekkies se consideraban distintos, estos, para no verse confundidos con los anteriores, decidieron llamarse a sí mismos trekkers.
A día de hoy, se puede decir que ambos términos son intercambiables.

## Trekkies: la película
En el año 1997, Denise Crosby (la teniente Tasha Yar de La nueva generación) rodó un largometraje-documental sobre los fanes de la serie en Estados Unidos llamado Trekkies, donde explora el fenómeno cultural que es Star Trek en Estados Unidos, entrevistando a los actores de las distintas series, a seguidores, fanáticos, asistiendo a conferencias, etc.
Esta película tuvo tanto éxito, que en 2004 repitió con Trekkies 2, esta vez viajando por el mundo y acudiendo a convenciones por varios países.

## Lista detrekkiesfamosos reconocidos

### Trekkies reales

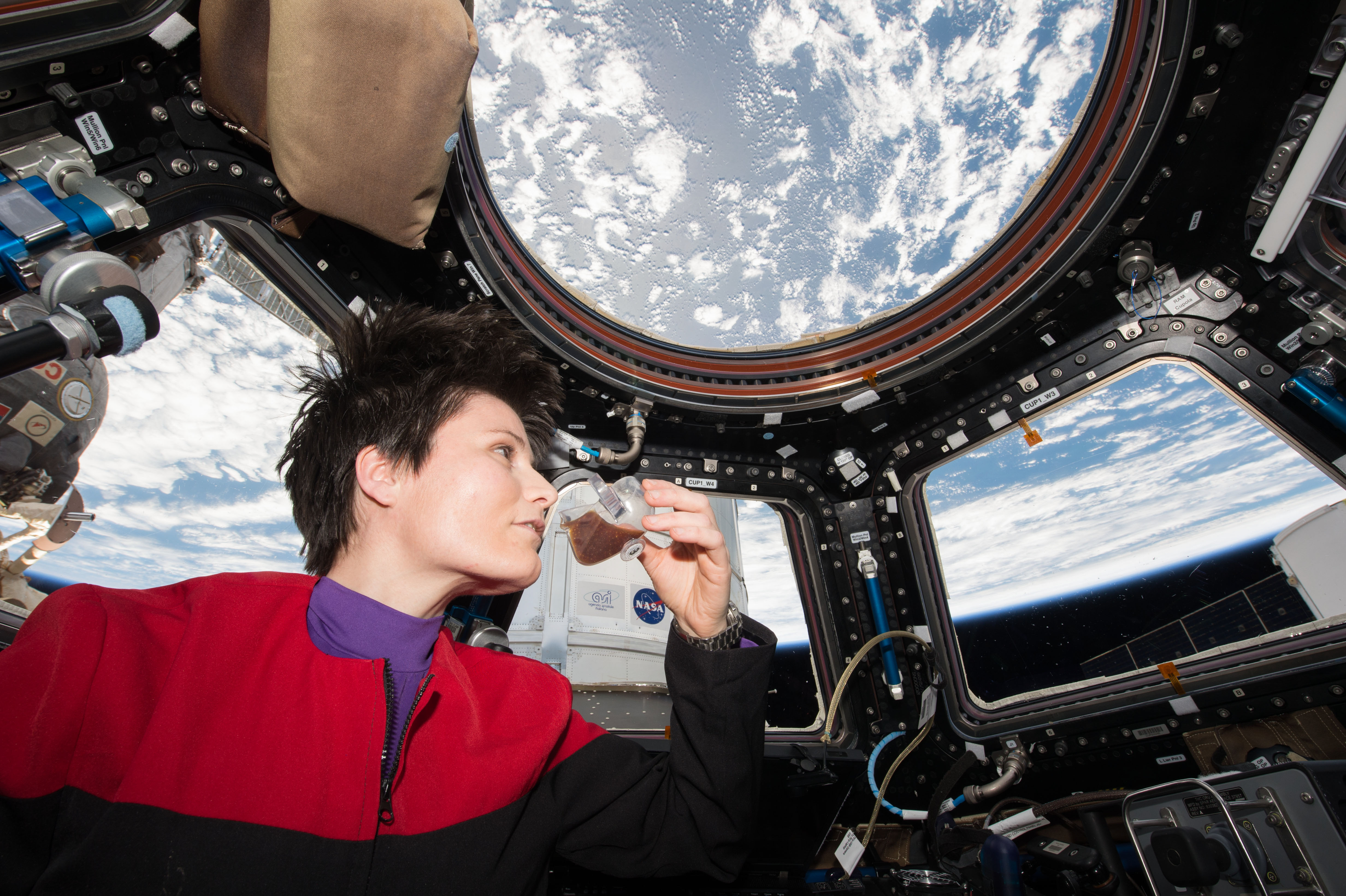
ISS-43 Samantha Cristoforetti bebe el café en la cúpula mientras que usa su uniforme de Star Trek

- Al Gore: Gore fue el cuadragésimoquinto vicepresidente de los Estados Unidos entre 1993 y 2001, activista medioambiental y divulgador del tema del calentamiento global. En 2007 fue galardonado con el Premio Nobel de la Paz.
- Barack Obama, cuadragésimo cuarto presidente de los Estados Unidos.
- Abdullah II de Jordania, actual rey del Reino Hashemita de Jordania. Abdullah ha expresado abiertamente su admiración por la saga, incluso hizo un cameo en el episodio de Star Trek: Voyager 2x20 Investigaciones.
- Carlos Alvarado Quesada, presidente de Costa Rica (2018-2022).[1]
- Franklin Chang-Díaz, astronauta y científico originario de Costa Rica. Afirmó para el periódico La Nación que es fan de Star Trek. Actualmente trabaja en la creación de un motor de plasma para facilitar el viaje interestelar.
- Jason Alexander, actor. Alexander es fan Star Trek y también apareció en un episodio de Star Trek: Voyager', en 5x20 Think Tank.
- Manny Coto, guionista de Star Trek: Enterprise, ha dicho en su biografía de StarTrek.com que ha sido trekkie prácticamente toda su vida.
- Bill Gates, fundador de Microsoft. Apareció en el documental llamado Trek Nation (Nación Trek).
- Whoopi Goldberg, actriz y cómica, es una conocida fan de la serie original, que siempre ha manifestado que el papel de Nichelle Nichols como Uhura le sirvió de inspiración para su carrera. Cuando empezó Star Trek: The Next Generation en 1987, Goldberg presionó a los productores para que le dieran un papel, por pequeño que fuera; el personaje de Guinan se creó exclusivamente para ella.
- Tenzin Gyatso, 14.º dalái lama. Dijo en una entrevista que había visto Star Trek durante su juventud.
- Tom Hanks, actor. Según Patrick Stewart, Hanks es un gran fan de la saga, hasta tal punto, que hizo todo lo posible para interpretar a Zefram Cochrane en Star Trek: First Contact, aunque al final no pudo ser.
- Tim Allen, actor. Acudió al estreno de Star Trek: Nemesis.
- Jane Leeves, actriz. Acudió al estreno de Star Trek: Nemesis y protagonizó un gag para el especial Star Trek: XXX Aniversario junto al resto del equipo de Frasier.
- Stephen Harper, primer ministro del Canadá, famoso por ser un trekkie clásico: se niega a ver nada que no sea Star Trek: la serie original.

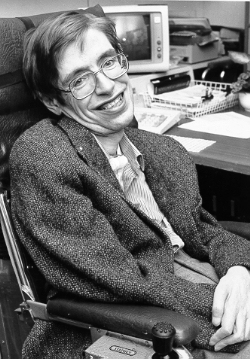
Stephen Hawking in 1974 in NASA.

- Stephen Hawking, físico teórico. Hizo un cameo interpretándose a sí mismo en el episodio 6x26 Descenso (I). Una vez, paseando por los decorados de Star Trek, señaló al motor de curvatura y dijo: «Estoy trabajando en eso».
- Seth MacFarlane, creador de Padre de familia y American Dad. Ha protagonizado varios episodios de Star Trek: Enterprise, y ha incluido multitud de referencias a la saga en sus series. Actualmente protagoniza y produce The Orville, una serie de ciencia ficción comedia dramática, que se estrenará en la temporada 2017-2018 y que copia el estilo y muchas características de Star Trek.
- Stephen Molyneux, gurú británico del e-Learning, uno de los diez más importantes promotes de la educación a distancia en el Reino Unido
- Mae Jemison, astronauta. Jemison ha señalado a Uhura como su inspiración para entrar en la NASA. Jemison hizo un cameo en el episodio de La Nueva Generación 6x24 Segunda oportunidad.
- Chris Jericho, practicante profesional de lucha libre.
- Ayrton Senna, piloto de Fórmula 1. Dijo en una entrevista en Autosport que Star Trek era de las pocas series que veía.
- Alan Keyes, político estadounidense. Su favorita es Star Trek: Deep Space Nine pero aprecia y respeta toda la filosofía de Gene Roddenberry en general.
- Gabriel Köerner, artista de efectos visuales. Apareció en la primera película de Trekkies.
- Kelsey Grammer, actor, conocido por ser el Dr. Frasier Crane en Cheers y en su propia serie, Frasier, así como la voz de Bob Patiño, en Los Simpson. Grammer interpretó al Capitán Morgan Bateson en el episodio 5x18 Causa y efecto de La Nueva Generación. También tuvo un breve cameo como figurante en Star Trek: First Contact.
- Elvis Presley, el legendario rey del rock.
- Bob Dylan, cantante y compositor de rock estadounidense.
- Tom Morello, guitarrista (Audioslave, Rage Against the Machine). Morello hizo un cameo en Star Trek: Insurrection y su voz se pudo oír en el episodio Good Shepherd de Voyager.
- Eddie Murphy, cómico y actor. Ha dicho que Star Trek, la serie original, es su programa favorito. Estuvo a punto de aparecer en Star Trek IV. Misión: salvar la Tierra.
- Arnold Schwarzenegger, actor y gobernador de California
- Trey Parker y Matt Stone, creadores de South Park. Consideran Star Trek como parte de la cultura americana. Existen multitud de referencias a Star Trek en su serie.
- Jonathan Ross, crítico de cine y presentador.
- Bryan Singer, director de cine, se definió como gran trekkie Hizo un cameo en Star Trek: Nemesis.
- J. Michael Straczynski, escritor y productor, conocido sobre todo por Babylon 5.
- Christian Slater, actor, es un gran fan de Star Trek, que llegó a suplicar al director Nicholas Meyer un cameo en Star Trek VI: Aquel país desconocido.
- Mira Sorvino, actriz. Ávida fan de Star Trek que entregó los premios a los miembros de la serie original en los TV Land Awards. Su padre, Paul Sorvino, protagonizó el episodio de La Nueva Generación 7x13 Yendo a casa.
- Ben Stiller, actor y cómico que ha confesado ser un gran fan de la serie original. El villano Mugatu, interpretado por Will Ferrell en la película Zoolander se llamó así por el monstruo Mugato. También en la película Un loco a domicilio, dirigida por Stiller, le escena de la pelea entre Matthew Broderick y Jim Carrey se basó en la lucha que mantuvieron Kirk y Spock en el episodio Amok Time.
- Eric A. Stillwell, guionista y asistente de producción de Star Trek: The Next Generation. Una vez fue nombrado presidente de STARFLEET International, el mayor club de fanes no oficial del mundo.
- Quentin Tarantino, director. Su película favorita es Star Trek II: La ira de Khan, y habitualmente incluye referencias a la serie original en sus películas, como un proverbio klingon en Kill Bill.
- Gustavo Gómez, periodista colombiano, actualmente director del programa La Luciérnaga de la cadena Caracol Radio .
- Voltaire, artista cubano.
- Brad Paisley, músico y compositor de música country, se volvió trekkie tras ver repetidamente Star Trek: The Motion Picture y Star Trek II: La ira de Khan mientras estuvo enfermo y no pudo asistir al colegio. Más tarde conoció a William Shatner, con quien interpretó "Has Been" en su disco. También hizo amistad con Patrick Stewart, cuando la mujer de Paisley, la también actriz Kimberly Williams, apareció con Stewart en el film de 1998, "Safe House."
- Pharrell Williams, rapero y productor. Dirige el equipo de producción the Neptunes y el sello discográfico Star Trak, junto a su amigo Chad Hugo. Es famoso por realizar el saludo vulcano en público.

### Trekkies ficticios
- Torres, (Zoe Saldaña), actriz en La terminal. Curiosamente, ella interpreta a la nueva Uhura en Star Trek, el reboot de la franquicia.
- John Crichton, protagonista de Farscape.
- Hiro Nakamura, personaje de la serie Héroes, protagonizado por Masi Oka. Curiosamente al padre de Hiro lo interpreta George Takey, que también interpretó al Capitán y antiguo tripulante de la Enterprise, Hikaru Kato Sulu.
- Jack O'Neill protagonista de Stargate SG-1.
- Jeff Albertson "El tipo de la tienda de cómics", personaje de Los Simpson.
- Philip J. Fry, protagonista de Futurama.
- Lt. Commander Ron Hunter, (Denzel Washington), protagonista de Marea roja.
- Peter Griffin, protagonista de Padre de familia (creado por el también trekkie Seth MacFarlane).
- Marvin, (Steve Zahn), coprotagonista de Daddy Day Care.
- Josh Lyman, personaje interpretado por Bradley Whitford en la serie El ala oeste de la Casa Blanca.
- Marty McFly, protagonista de Regreso al futuro.
- Tony Stark Superhéroe de Marvel Comics.
- Peter Quill Superhéroe de Marvel Comics.
- Bud Roberts, protagonista de la serie JAG.
- Luke Danes, protagonista de la serie Gilmore Girls.
- Joel Robinson, protagonista de la serie Mystery Science Theatre 3000.
- Marcus Graham, (Eddie Murphy), protagonista de Boomerang.
- Noel Shempsky, personaje de la sitcom Frasier, interpretado por Patrick Kerr.
- Jim Ignatowski, personaje de la sitcom Taxi, interpretado por Christopher Lloyd, quien también interpretó al Comandante Kruge en Star Trek III: En busca de Spock.
- Greg Hojem Sanders, personaje de CSI: Las Vegas, interpretado por Eric Szmanda.
- Leonard Hofstadter, Sheldon Cooper, Rajesh Koothrappali, Howard Wolowitz y (por influencia de los anteriores) Penny, personajes de la serie The Big Bang Theory.
- Peter Lattimer, Myka Bering, Claudia Donovan personajes de la serie Warehouse 13 hacen referencias continuas a Star Trek.
- Harvey Specter Protagonista de Suits. En el Episodio 8 de la primera temporada habla de la prueba Kobayashi Maru.